# Georg Heym

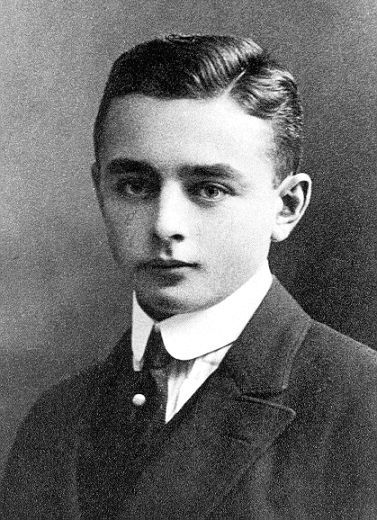
Georg Heym

Georg Heym (Hirschberg, 30 oktober 1887 — Berlijn, 16 januari 1912) was een Duits schrijver uit het expressionisme.

## Leven
Georg Heyms leven was kort. Hij was de zoon van een Pruisisch advocaat en leefde op gespannen voet met zijn vader, de kerk en de school. Zijn vader verplichtte hem in 1907 recht te studeren, wat hij eerst in Würzburg, vervolgens in Berlijn en dan in Jena
deed. Hij had al verschillende gedichten geschreven, telkens in imitatie van de grote dichters uit de Klassik en de Romantiek. In 1908 ondernam hij een paar pogingen tot het schrijven van toneel, geïnspireerd door Grabbe en 
Kleist, wat zijn drang naar het excentrieke typeert. In Berlijn kwam hij in contact met de Neuer Club, een collectief dat aan vernieuwend cabaret deed en waartoe ook Lasker-Schüler en van Hoddis behoorden. In 1910 werd hij lid. De gedichten die hij in deze club schreef, staan aan de wieg van het expressionisme.  Een grote invloed op zijn stijl werd uitgeoefend door Nietzsche, Hölderlin, Novalis en Dmitri Merezjkovski.
Heym haatte de burgerlijke staat waarin hij leefde en de kunst (of het gebrek daaraan) die ze voortbracht; nadat hij in 1911 zijn studies had beëindigd, wilde hij tolk voor Oosterse talen aan het hof worden. Heym nam verschillende banen aan op juridisch gebied, maar erg succesvol was hij niet. Ten slotte stelde hij zich kandidaat voor een officierspost, in de hoop het land te kunnen verlaten. Hij kreeg begin januari 1912 bevestiging dat er een post in Metz vrij was. Op de 16de januari ging hij met zijn vriend Ernst Balcke schaatsen op de Havel, waarbij deze door het ijs zakte. Toen Heym hem poogde te redden, verdronken ze allebei.
In de jaren na de Eerste Wereldoorlog werd Heym helderziendheid toegeschreven: zijn gedichten als 'Der Krieg' en 'Der Gott der Stadt', die inderdaad ondergang en vernietiging voorspellen, voedden de gedachte dat Heym profetische gaven had bezeten en de oorlog had voorvoeld. Daarenboven schreef Heym een gedicht getiteld 'Die Tote im Wasser', over Ophelia, waarin hij de rotting van een lijk in het water beschrijft, dat door de ratten wordt aangevreten: sommigen vermoedden dat Heym zelfs zijn eigen dood had voorspeld. Reeds tijdens zijn leven had hij een naam als een groot dichter verworven; zijn apocalyptische visioenen van de verwoesting van grootsteden hebben zijn reputatie na zijn dood enkel nog groter gemaakt. Met de publicatie van Menschheitsdämmerung, een anthologie van Kurt Pinthus die veel aandacht aan Heym besteedde, werd hij definitief als een van de vaders van het expressionisme beschouwd. De tweede editie van Umbra vitae, uit 1924, werd met houtgravures van Ernst Ludwig Kirchner geïllustreerd. Ook verscheen reeds in 1913 een band met zeven novelles onder de titel Der Dieb.
Uit het werk van Heym spreekt een grote pessimistische visie op de wereld, die gedoemd is te vergaan: de cultuur heeft een eindpunt bereikt, er zal oorlog, ellende en vernietiging ontstaan. Heym spaart geen ijzingwekkend detail van de gruwel die hij voorziet: het zijn beelden van
woestenijen, zelfmoord en monsterachtige catastrofes. In zijn verhandelingen ging hij tekeer tegen de symbolistische dichters die hij met zijn gehate vader associeerde; zijn dagboeken staan vol scheldkanonnades tegen George, Rilke, zijn vader, de staat Pruisen enzoverder. Hij was bijzonder driftig, geestdriftig en giftig. Ofschoon zijn korte leven hem ietwat gemystificeerd heeft, staat Heyms meesterschap in de literatuurkritiek buiten kijf.

## Werken
- 1911 - Der ewige Tag (lyriek)
- 1911 - Die Stadt (lyriek)
- 1912 - Umbra vitae (lyriek)
- 1913 - Der fünfte Oktober (proza)
- 1913 - Jonathan (proza)
- 1913 - Die Sektion (proza)
- 1913 - Der Irre (proza)
- 1913 - Der Dieb (proza)
- 1914 - Marathon (lyriek)
- 1947 - Gesammelte Gedichte (lyriek)

- Bibliothèque nationale de France: cb120577123 (data)
- Catàleg d'autoritats de noms i títols de Catalunya: 981058515996906706
- Gemeinsame Normdatei: 118550683
- International Standard Name Identifier: 0000 0001 1070 6398
- Library of Congress Control Number: n83058623
- Nationale Bibliotheek van Letland: 000080422
- MusicBrainz: 6f0c219a-0b8a-40a1-b98c-9e3a021feddc
- Bibliotheek van het Japanse parlement: 00443250
- Nationale Bibliotheek van Tsjechië: jn19990003487
- Nationale Bibliotheek van Israël: 987007262665705171
- Nationale Bibliotheek van Polen: a0000001187860
- Nederlandse Thesaurus van Auteursnamen: 069017360
- Russische Staatsbibliotheek: 000017549
- LIBRIS: 227187
- SNAC: w6b30fgm
- Système universitaire de documentation: 028819896
- Trove: 1043032
- Virtual International Authority File: 73873700
- WorldCat: E39PBJhRBqXpDjmQH7VjbCtFrq